# Чарлс Дјук
Чарлс Мос „Чарли” Дјук млађи (енгл. Charles Moss "Charlie" Duke Jr.; Шарлот, 3. октобар 1935), пензионисани је амерички астронаут и пилот. Као пилот лунарног модула, заједно са Џоном Јангом и Кеном Матинглијем, учествовао је 1972. године у Насиној мисији Аполо 16. Десети је и најмлађи човек који је ходао по Месецу, и један од 24-ице који су путовали на њега. За астронаута је изабран 1966. године.

## Биографија
Дјук је рођен 3. октобра 1935. године у Шарлоту (Северна Каролина). Средњу школу је похађао у Ланкастеру (Јужна Каролина). Матурирао је као ученик генерације на Адмирал Фарагут академији у Сент Питерсбургу, (Флорида), 1953. године. У младости је био члан Младих извиђача САД и имао је највиши чин, Eagle Scout. По завршетку средње школе, отишао је на Морнаричку академију САД, у Анаполису, Мериленд. Дипломирао је поморске науке 1957. године. Магистрирао је на МТИ-ју у области аеронаутике и астронаутике, 1964. године.
По дипломирању, ступио је у Ратно ваздухопловство САД. Након успешног окончања летачке обуке, летео је на F-86 сејбровима. Служио је три године као ловац пресретач у Западној Немачкој. Завршио је елитну школу за пробне пилоте при Америчком ратном ваздухопловству, у ваздухопловној бази Едвардс, Калифорнија, и радио као инструктор на разним типовима авиона. У том својству га је сачекала селекција НАСА. Почео је да ради за Насу 1966. године, а напустио ју је почетком 1976. године. Наставио је службовање у Ратном ваздухопловству, завршио Индустријски колеџ Оружаних снага САД, 1978. и пензионисан је са чином бригадног генерала јуна 1986. године.
Забележио је 4.147 часова лета; 3.632 на млазњацима. У свемиру је провео једанаест дана. Мисија Аполо 16 била му је једини пут у свемир. Био је резервни члан посада Аполо 13 и Аполо 17, као и члан помоћне посаде Аполо 10 лета.

### Аполо 11
Широј јавности је Дјук постао добро познат током историјског слетања посаде мисије Аполо 11 на Месец. Наиме, он је обављао дужност официра за везу са летелицом у тренутку слетања, када су секунде одлучивале хоће ли оно бити успешно или не. Након што је Нил Армстронг безбедно приземљио лунарни модул на Месечево тле, Дјук је тада, препознатљивим јужњачким акцентом, изговорио сада већ чувену реченицу: „Примљено, Тванк… Транквилити, чујемо вас на земљи. Имате овде пуно момака који су скоро поплавели. Дишемо поново. Хвала пуно!”

### Друга интересовања
По повратку са Месеца, Дјук се окренуо религији, истакавши како му је то помогло да сачува брак са супругом Дороти, са којом је у браку од 1963. године и има два сина. Активан је у својој заједници, између осталог и у затворској свештеничкој служби. Био је и партнер у Duke Investments, као и председник Southwest Wilderness Art, Inc. Неколико година се налазио у управи Астронаутске стипендијске фондације. Члан је неколико кућа славних и носилац бројних друштвених признања, цивилних и војних одликовања. Проглашен је за Тексашанина 2020. године.

## Галерија
- Чарлс Дјук као кадет Морнаричке академије САД, 1957. године
- Чарлс Дјук (стоји, трећи слева) са колегама пилотима као полазник школе за пробне пилоте Ратног ваздухопловства САД, 1964. године
- Чарлс Дјук (седи, трећи слева) са селекцијом астронаута са којима је изабран у астронаутски корпус НАСА, 1966. године
- Чарлс Дјук као астронаут НАСА, 1972. година
- Дјук, Јанг и Матингли као посада Апола 16, 1972. године
- Чарлс Дјук уочи лета Аполо 16, 1972. године
- Чарлс Дјук на Месецу, 1972. године
- Чарлс Дјук салутира на Месецу, 1972. године
- Породична фотографија коју је Дјук оставио на површини Месеца, 1972. године
- Дјук и Матингли (шлем са црвеном штрафтом) током свемирске шетње у дубоком свемиру, 1972. године
- Чарлс Дјук у реплици лунарног ровера, 2017. године
- Чарлс Дјук држи говор, 2021. године